# Andreas Ubhauser
Andreas Ubhauser (* 1765 oder 1768 (errechnet) gebürtig in Freckenfeld; † 16. Februar 1822 in Oberhausen im Breisgau Landkreis Emmendingen, dem heutigen Rheinhausen (Breisgau)) war ein deutscher Orgelbauer, ansässig in Heidelberg. Er zählte seiner Zeit zu den bedeutendsten Orgelbauern in Baden.

## Leben und Wirken
Über Andreas Ubhausers Eltern sowie seine Abstammung und Geburtsdaten war lange nichts genaues bekannt. Über seine Lebensdaten, z. B. 1760–1824, gab es keine gesicherten Angaben. Erst durch den Fund des Todeseintrages 1822 im Kirchenbuch von Oberhausen im Breisgau mit seinem darin angegebenen Lebensalter von 57 Jahren kann sein Geburtsjahr um 1765 angenommen werden.
Andreas Ubhauser war wie sein Vater gelernter Schreiner und ließ sich dann in Frankenthal beim Orgelbaumeister Johann Georg Geib zum Orgelbauer ausbilden. In Heidelberg richtete er sich danach eine Werkstatt ein. Bei seiner ersten Heirat im Jahr 1793 wird er in der Urkunde als „Heidelberger Orgelbauer“ bezeichnet.
1799 wird vom Bau eines kleinen Werkes für die reformierte Kirche in Bornheim berichtet. 1801/02 setzte Ubhauser die zerstörte Hartung-Orgel in Edenkoben durch ein neues Werk wieder instand und die Disposition erweiterte er durch drei neue Stimmen.
Sein Meisterwerk von 1805 lieferte er nach Altlußheim in die evangelische Kirche. Ubhauser wurde für seine Arbeit gelobt, denn er baute die „schönste Uphauser Orgel“. In Neulußheim erweiterte er eine aus der lutherischen Kirche in Wiesloch stammende Orgel von 1803, die mit fünf Diskantregistern ausgestattet war, um zwei Bassregister. 1805/1806 erfolgte der Aufbau der ersten Orgel für die evangelische Kirche in Eichtersheim mit 22 Registern für 1650 fl., wobei er eine hochwertige Arbeit zusicherte, sowie die Bereitschaft bei möglicherweise auftretenden Fehlern während der ersten sechs Jahre nach Fertigstellung des Instruments diese unentgeltlich zu beheben.
Am 16. März 1806 erhielt er den Bauauftrag für die Schwetzinger Orgel. Nach sehr kurzer, zweimonatiger Bauzeit für die Schwetzinger Schlosskapelle war diese Orgel zum 16. Mai desselben Jahres fertig aufgebaut. Im selben Jahr verkaufte er eine Orgel, welche 1767 von dem Orgelbauer Gottfried Knauth erbaut wurde, von Heidelberg nach Mörlenbach bei Weinheim. Im Jahr 1953 wollten die Heidelberger diese Orgel zurückkaufen, doch die Mörlenbacher weigerten sich. So wurde 1982 ein originalgetreuer Nachbau der Mörlenbacher Orgel durch die Firma Walcker angefertigt, die nun im Heidelberger Schloss steht.
Das nächste Instrument baute er 1806 für die evangelische Ulrichskirche in Wiesenbach. Im Jahr 1807 führte er an der Orgel der evangelischen Kirche Neckargemünd eine Reparatur durch und zeichnete im selben Jahr bei der Restaurierung der reformierten Kirche in Wieblingen für die Disposition einer neuen Orgel verantwortlich.
1807 folgte der Entwurf einer Orgel für die Mingolsheimer St. Lambertuskirche. Für ein zweimanualiges Instrument mit 22 Registern, in klassizistischer Ausführung und baugleich mit der Eichtersheimer Orgel, erhielt er mit 1550 Gulden den Zuschlag. Damit unterbot er den Bruchsaler Hoforgelmacher Alffermann, dessen Angebotspreis 1700 Gulden betrug. 1808 wurde dieser Orgelbau zum Abschluss gebracht. Trotz Reparaturen überstand dieses Prospekt, (abgesehen von einer Renovation der Pfeifen um 1900 durch Kienle) die Zeit bis zu einer Vergrößerung der Kirche im Jahr 1954 mit einhergehendem Abbruch der Orgel.
1808 nahm er eine weitere Reparatur vor, diesmal in der evangelischen Kirche zu Michelfeld.
Um 1809 erfolgte ein Orgelneubau in der St. Laurentius-Kirche in Nußloch. 1810 bestätigte Ubhauser den „richtigen Empfang der 440 Gulden für die vollständige Herstellung der Orgel in der evangelischen Kirche zu Wiesloch mit den zwei neuen Registern“. Die katholische Kirche von Philippsburg bekam 1810 einen Orgelneubau. Das klassizistische Gehäuse war eine repräsentative Hochleistung, wie sie in dieser Ausgewogenheit nicht einmal durch die Gebrüder Stieffell erreicht wurde. Dagegen war dem Werk nur eine Dauer von etwa 80 Jahren beschieden.
1810/1811 erfolgte die Reparatur einer Orgel in Kirrlach. 1811 erhielt die Peterskirche in Weinheim eine von ihm gebaute neue Orgel. Im Februar desselben Jahres arbeitete er in der Brettener Kreuzkirche an einem Neubau mit seitlichen Schleierbrettern. Nach einem Bericht des reformierten Kirchenvorstands in Bretten an das Direktorium in Durlach hatte Ubhauser zu diesem Zeitpunkt bereits über 20 Orgeln gebaut.

1812 erfolgte eine Reparatur an der Schwetzinger Orgel aus dem Jahr 1766 in der katholischen Kirche. Weitere Neubauten waren 1815/1816 die Orgel der Valentinskirche in Rohrbach am Gießhübel. und 1815 die Orgel der evangelischen Kirche in Sitzenkirch.

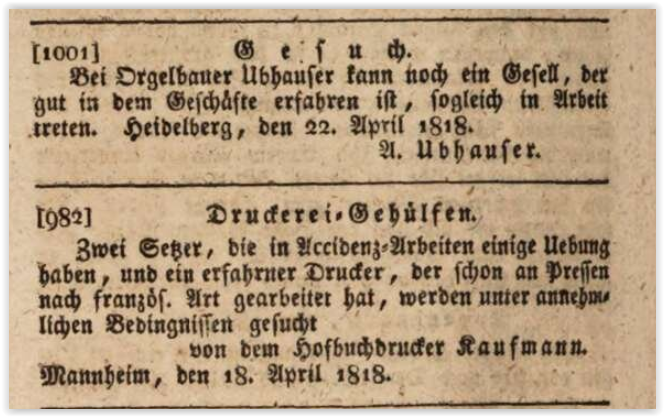
Das Inserat von 1818

Am 22. April 1818 inseriert er noch in der Frankfurter Ober-Post-Amts-Zeitung mit einem Gesuch nach einem erfahrenen Gesellen, ...der sogleich in Arbeit treten könne.
Jedoch geriet er ab 1818 in Gant (= Insolvenz), was vermutlich mit der damals mangelhaften Zahlungsmoral seiner Auftraggeber oder auch mit den zu niedrig angesetzten Herstellungskosten zusammenhing.
Mit seiner dritten Hochzeit mit einer Gastwirtstochter aus Langenbrücken im Oktober 1818 versuchte er noch einen finanziellen Neustart.
In der katholischen Kirche St. Marien in Bad Brückenau befindet sich eine Orgel, die von Ubhauser um 1819 gebaut wurde.
Am 21. März 1821 erfolgte seine Abmeldung aus Mannheim, mit der Angabe „mit unbekanntem Ziel“.
Mit einer Anzeige wurde Ubhauser im Juli 1821 aufgerufen seine Verbindlichkeiten zu begleichen, da sonst sein Eigentum versteigert würde.
1822 war er schon ein Jahr lang in Oberhausen/Breisgau wohnhaft, als er dort am 16. Februar im vermutlich 57. Lebensjahr starb.
Ob Ubhauser mit dem Schreinermeister Franz Joseph Merklin der seinerzeit ebenfalls in Oberhausen tätig war (1821 als Instrumentenmacher, ab 1823 mit Orgelbauerlizenz), oder mit dessen Lehrmeister Stephan Just in Kontakt oder einem Arbeitsverhältnis stand, ist spekulativ möglich, jedoch nicht belegt.
Als Nachfolger trat sein Sohn Jakob in seine Fußstapfen. Er reparierte von 1825 bis 1836 weitere Orgeln. (zum Beispiel 1825 Grünwettersbach, Bauschlott und Wilferdingen, 1826 Neudorf, 1826–1829 Epfenbach in der ehemaligen Lutherischen Kirche, 1827 Kreuzkirche in Bretten, 1828 Langenbrücken)

## Familie
Ubhauser war drei Mal verheiratet und hatte zwei Söhne und vier Töchter. Seine Ehen wurden alle in Heidelberg geschlossen.
Am 29. Juli 1793 heiratete er Juliane Jung (1767–1794). Sohn Johannes wurde am 16. November 1793 in der Heidelberger Heiliggeistkirche getauft.
Nach dem frühen Tod seiner ersten Frau heiratete er am 10. April 1796 Magdalena Weidmann (1775–1804). Aus dieser Verbindung gingen drei Kinder hervor: zwei Töchter sowie der spätere Orgelbauer Jakobus Ubhauser (1801–1837)
Seine dritte Hochzeit (im Alter von rund 53 Jahren) mit der 25-jährigen aus Langenbrücken stammenden Gastwirtstochter Margaretha Carolina Schanzenbach (1793–1828) fand am 9. Oktober 1818 in der Heiliggeistkirche statt. Aus dieser Ehe stammten zwei Töchter.